# Rhadinopsylla pseudodahurica
Rhadinopsylla pseudodahurica är en loppart som beskrevs av Scalon 1950. Rhadinopsylla pseudodahurica ingår i släktet Rhadinopsylla och familjen mullvadsloppor. Inga underarter finns listade i Catalogue of Life.